# Тагаев, Эльман Шамсидинович
Эльман Шамсидинович Тагаев (туркм. Elman Şamsidinowiç Tagaýew; род. 2 июня 1989, Кизыл-Арват) — туркменский футболист, полузащитник клуба «Ахал». Выступал за национальную сборную Туркменистана.

## Биография
Родился в Кизил-Арвате в азербайджанской семье. Футболом начал заниматься с 8 лет. Обучался в спецшколе олимпийского резерва «Олимп» в Ашхабаде под руководством тренера Аманклыча Кочумова.
В 2014 году женился, жена — Арина, два сына близнеца Алан и Али, 2015 года рождения.

## Клубная карьера
Карьеру начал в 2006 году в ашхабадском футбольном клубе «Копетдаг».
С 2007 по 2009 год играл за футзальную команду «Арвана».
С 2010 по 2012 год выступал за футбольный клуб «Ашхабад».
В 2012 году проводил тренировочные сборы вместе с «Хазар-Ленкорань» но, не оправдал надежд главного тренера Джунейта Бичера, и клуб отказался от него. Летом 2012 года перешёл в бакинский АЗАЛ. В марте покинул команду из-за тяжёлой травмы.
В сезоне 2013 вернулся в «Ашхабад», в первом туре отличился в матче против МТТУ, забив на 31 минуте, команда проиграла со счётом 1:2.
С 2014 года игрок «Алтын Асыра», с которым в первом же сезоне стал чемпионом. Полностью пропустил сезон 2015 из-за серьёзный травмы крестообразных связок.
В августе 2016 года перешёл в узбекский футбольный клуб «Андижан».
Вернулся в «Алтын асыр» в 2017 году. В сезоне 2017/18 годов выступал за азербайджанский «Сабаил», а в 2019 году — за узбекский «Навбахор».

### «Ахал»
В августе 2020 года стал игроком туркменского «Ахала», впоследствии стал капитаном команды.
Забив в сезоне 2021 года 10 мячей, он стал лучшим бомбардиром чемпионата Туркменистана, завоевав со своим клубом серебряные медали. По итогам сезона-2021 был признан лучшим футболистом в чемпионате по версии Федерации футбола Туркменистана.

## Сборная
Выступал за Олимпийскую сборную Туркменистана на Азиатских играх 2010 в Гуанчжоу.
Свой первый гол за национальную команду забил в матче против Непала 12 марта 2012 года.

## Достижения
Туркменистан
- Финалист кубка вызова АФК: 2012

«Алтын Асыр»
- Чемпион Туркменистана: 2014

#### Личные
- Лучший бомбардир чемпионата Туркменистана: 2021 (10 голов)[15]
- Футболист года в Туркменистане: 2021[13]